# Nikos Papatakis
Nikos Papatakis (grec: Νίκος Παπατάκης), també anomenat Nico (5 de juliol de 1918 – 17 de desembre de 2010), va ser un guionista, director i productor de cinema d'origen grec-etíop naturalitzat francès.

## Biografia

### Carrera artística
En 1939 va emigrar i es va establir en París, on va començar a treballar com a extra en algunes pel·lícules. En 1947, Papatakis va ser un dels creadors del teatre-cabaret La Rose rouge, que va dirigir fins a 1956. Aquest club va servir de trampolí per a artistes del moment, com el quartet vocal "Le Frères Jacques" (Els germans Jacques) o la cantant Juliette Gréco.
En 1957, Papatakis es va mudar a Nova York, on va conèixer a John Cassavetes, coproduint la pel·lícula Shadows, estrenada en 1959. En 1963, va realitzar la seva primera pel·lícula com a director, Les Abysses, la qual va sorprendre a l'audiència i va ser inscrita al 16è Festival Internacional de Cinema de Canes. La pel·lícula es va basar en l'obra de teatre Les criades (francès: Les Bonnes) de Jean Genet. En 1967 va dirigir Els pastors del desordre (grec: Οι βοσκοί). Durant la Guerra d'Algèria, Papatakis va participar activament en el Front d'Alliberament Nacional, per la qual cosa s'absentà un temps del cinema. Va tornar en 1986 amb una pel·lícula rodada en grec, Η Φωτογραφία (La fotografia). En 1991 va realitzar el seu últim film, titulat en fránces, Les Équilibristes (Els equilibristes).

### Vida personal
Va estar casat amb l'actriu Anouk Aimée entre 1951 i 1954, amb qui va tenir una filla, Manuela Papatakis (n. 1951). Entre 1967 i 1982 va estar casat amb l'actriu Olga Karlatos, matrimoni del qual va néixer Serge Papatakis (n. 1967).
Nikos Papatakis va morir en París, el 17 de desembre de 2010, als 92 anys d'edat.